# Kostel svatého Donáta (Zadar)
Kostel svatého Donáta (chorvatsky crkva Svetog Donata) je římskokatolický kostel v historickém jádru chorvatského města Zadar. Nachází se v sousedství městské katedrály svaté Anastázie.

## Historie

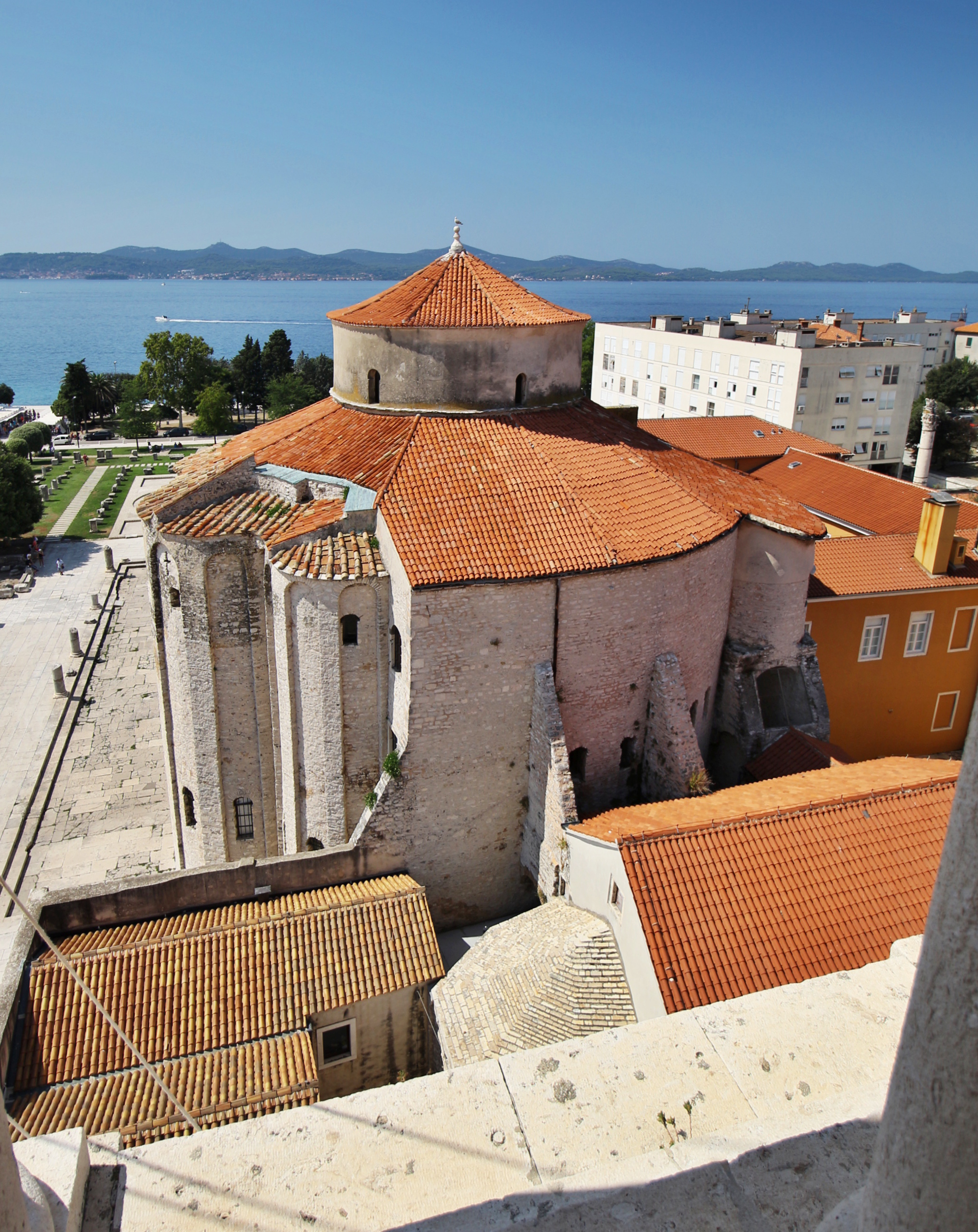
Pohled na kostel sv. Donáta z věže katedrály sv. Anastázie

Kostel byl vystavěn na počátku 9. století jako dvojpodlažní kruhový kostel na místě rozvalin někdejšího římského fóra, jehož pozůstatky jsou patrné dodnes. Původní kostel byl zasvěcený Svatému Kříži, teprve později, za benátské nadvlády, byl kostel přejmenován po zadarském biskupovi svatém Donátu.
Dnešní kostel svatého Donáta je největší a nejlépe zachovanou stavbou předrománské architektury v Chorvatsku.